# André de Creta
Santo André de Creta (em grego:  Andreas ho Krites), também conhecido como André de Jerusalém foi um bispo, teólogo, homilista e hinógrafo.

## Biografia
Nascido em Damasco de pais cristãos, André ficou mudo do nascimento até os sete anos, quando, de acordo com o seu hagiógrafo, ele foi milagrosamente curado após ter recebido a Eucaristia. Ele começou a sua carreira eclesiástica com quatorze anos na Lavra de Mar Saba, perto de Jerusalém, onde ele rapidamente se fez notar pelos seus superiores. Teodoro, o lugar-tenente do Patriarca Ortodoxo de Jerusalém o fez arquidiácono e o enviou para a capital imperial Constantinopla como seu representante oficial no Sexto Concílio Ecumênico (680 - 681), que fora convocado pelo imperador bizantino Constantino Pogonatos para conter a heresia do monotelismo.
Logo após o concílio, ele foi chamado de volta de Jerusalém para Constantinopla e foi apontado como arquidiácono da grande Igreja de Santa Sofia. Eventualmente, ele foi ascendeu à posição de metropolita de Gortina, em Creta. Ainda que ele fosse um adversário do monotelismo, ele compareceu ao sínodo de 712, no qual os decretos do concílio ecumênico foram abolidos. Mas no ano seguinte ele se arrependeu e retornou à ortodoxia. Dali em diante ele se ocupou em pregar compondo hinos e seus discursos são conhecidos pela escolha das frases, digna e harmoniosa, e ele é reconhecido por isso como um dos principais oradores da época bizantina.
Historiadores eclesiásticos não compartilham de uma mesma opinião sobre a data de sua morte. O que se sabe é que ele morreu na ilha de Mitilene enquanto retornava para Creta a partir de Constantinopla, onde ele estava para resolver assuntos da Igreja. Suas relíquias foram posteriormente transladadas para Constantinopla, pois, em 1350, elas foram vistas pelo peregrino russo Estevão de Novgorod no Mosteiro de Santo André de Creta (atual Mesquita Koca Mustafá Paxá), na capital imperial.

## Hinografia
Hoje em dia, Santo André é conhecido principalmente como um hinógrafo. A ele se atribui a invenção (ou pelo menos a introdução nos serviços litúrgicos ortodoxos) do cânon, uma nova forma de hinódia.
Sua obra prima, o "Grande Cânon" (também conhecido como "Cânon do Arrependimento" ou "Grande Cânon do Arrependimento"), é o mais longo cânon já feito (250 estrofes). Ele está escrito primordialmente em primeira pessoa e segue cronologicamente por todo o Antigo e Novo Testamentos, pinçando exemplos (bons e maus), que ele correlaciona à necessidade da alma pecadora de se arrepender e do humilde retorno para Deus. Ele está dividido em quatro partes que são cantadas nas Grandes Completas nas primeiras quatro noites da Grande Quaresma (uma por noite). Em seguida, ela é cantada por inteiro nas Matinas da quinta-feira da quinta semana da Grande Quaresma.
Uma parte de suas obras foi publicada por Combefisius e consta na Patrologia Grega, de Migne (PG 97).